# Timex Sinclair 2068
El Timex Sinclair 2068 (TS2068), alliberat al novembre de 1983, va ser el quart i últim ordinador domèstic produït per Timex Sinclair per al mercat estatunidenc. S'ha comercialitzat també a Portugal i Polònia, com Timex Computer 2068.
Una versió de la màquina s'ha produït més tard i venuda exclusivament a Polònia sota el nom d'Unipolbrit Komputer 2086.

## Història

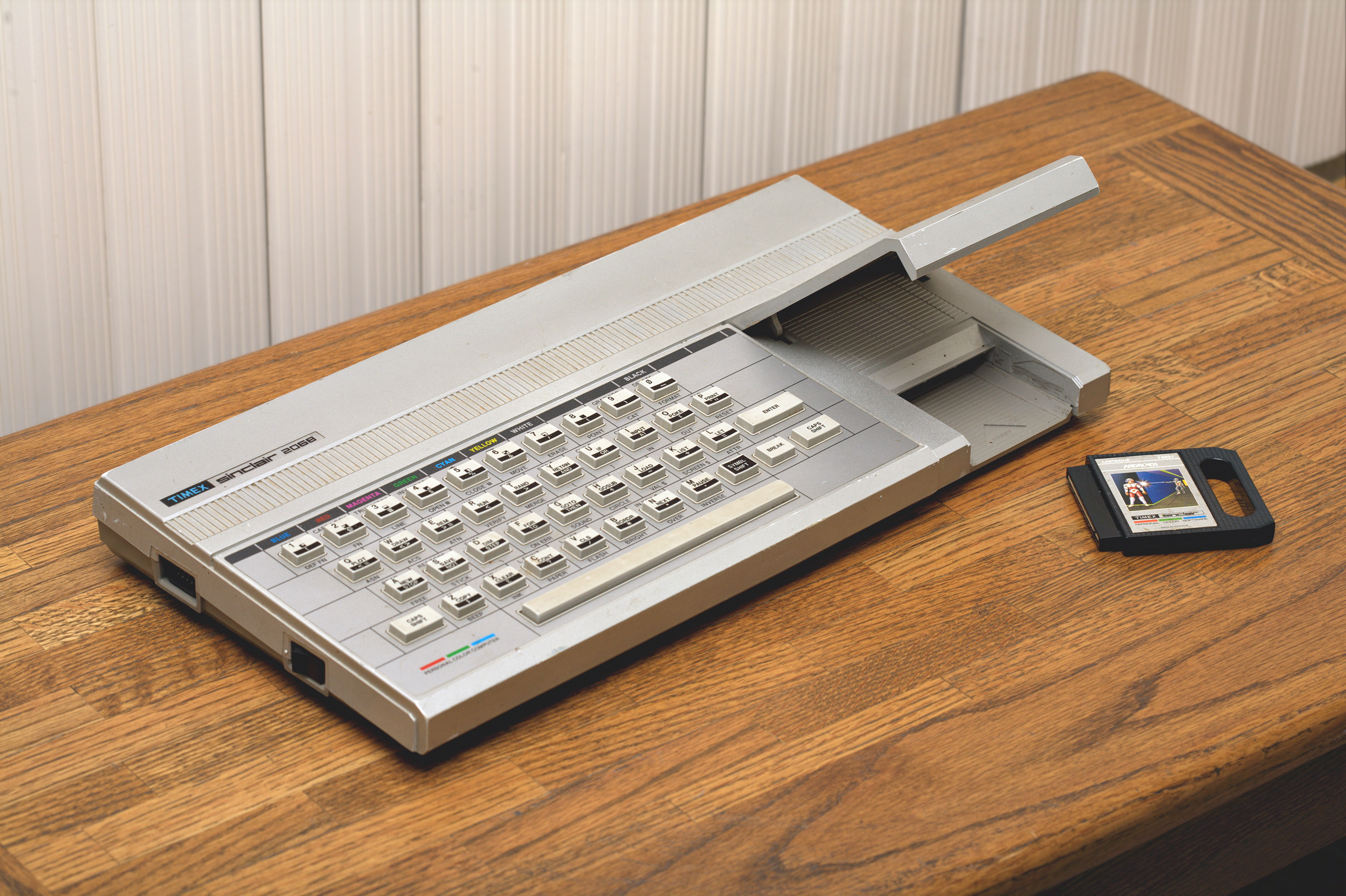
TS 2068 amb la ranura per a cartutxos oberta i un cartutx.

El TS2068 va ser un ZX Spectrum redissenyat per tal de fer-lo més competitiu a l'exigent mercat dels EUA, i va seguir el camí traçat pels seus predecessors, els TS1000, TS1500 i el primer Spectrum compatible produït per Timex, el TS2048.
De la mateixa manera que el TS2048 va ser anunciat com un ordinador de 40 KB de memòria (16 KB de RAM + 24 KB de ROM), el 2068 ha estat promocionat com un micro de 72 KB (48 KB de RAM + 24 KB de ROM).
La màquina va ser llançada a la tardor de 1983 i va ser l'objectiu principal de Timex per a les vendes nadalenques d'aquest any. Els resultats, però, han estat decebedors, fins i tot tenint en compte que l'equip TS2068 era molt superior al TS2048 (aquest poc més que un Spectrum 48 KB millorat). Uns mesos més tard, a la primavera de 1984, Timex Computer Corporation va posar fi a les seves activitats.
No obstant això, la subsidiària de Timex a Portugal, Timex Computer, animada per l'èxit del ZX Spectrum a Europa, va decidir seguir invertint en la producció i comercialització dels TS2048 i TS2068, sota els noms de TC2048 i TC2068, però només va poder fer-ho als mercats no controlats per Sinclair Research (principalment Portugal i Polònia). Encara que el TC2068 portuguès també s'ha venut a Polònia, només el UK2086 va ser en realitat fabricat en aquest país.
Timex de Portugal va vendre dues versions del TC2068: el TC2068 Plata ve amb un emulador del ZX Spectrum en cartutx i el TC2068 Negre es va vendre amb l'editor de text «TimeWord» en cartutx i una interfície RS-232 per utilitzar amb una impressora sèrie. Curiosament, la versió en negre va ser acompanyada per una màscara plata per al teclat, amb les ordres de «TimeWord» impreses en ella. Podria ser retirada, perquè no estava adherida al teclat de l'ordinador.
Timex Computer de Portugal es va perllongar fins a 1989, quan Timex Corporation, finalment va decidir sortir del mercat d'ordinadors. Finalment, l'estoc restant de TS2068 es va vendre al mercat argentí.

## Especificacions tècniques
| UCP            | Zilog Z80A a 3,58 MHz |
| RAM            | 48 KB |
| ROM            | 24 KB |
| Teclat         | chiclet, de 42 tecles |
| Vídeo          | a través de modulador de RF; text (32×24 línies); gráfic (compatible amb el ZX Spectrum): 256×192 píxels, 8 colors, i alta resolució monocromàtica (512×192 píxels). |
| So             | AY-3-8912, altaveu intern |
| Ports          | port genèric; ranura per cartutx; sortida per a monitor de vídeo; dos connectors per a palanca de control Kempston                                                   |
| Emmagatzematge | casset; unitat de disc de 3" opcional. |

## Característiques
El TS2068 va ser un dispositiu més sofisticat i substancialment modificat en relació al seu antecessor britànic. Reconegut com un dels primers clons de Sinclair a millorar de manera significativa el disseny original, presenta diverses característiques noves:
- un xip de so AY-3-8912, utilitzat posteriorment en el Sinclair ZX Spectrum 128 (però correlacionat amb ports d'E/S diferents i per tant, incompatibles);
- dos ports de palanca de control;
- un teclat de goma lleugerament millorat, amb els botons coberts de plàstic;
- una ranura de cartutx a la dreta del teclat per a programari emmagatzemat en ROM;
- la ULA ofereix modes gràfics addicionals:
  - el mode Spectrum per defecte (256×192) amb una resolució de color de 32×24;
  - un «mode color ampliat» de 256×192 píxels amb una resolució de color de 32×192;
  - un mode monocromàtic de 512×192 píxels.

El Sinclair BASIC va ser ampliat amb noves paraules clau (STICK, SOUND, ON ERR, FREE, DELETE, RESET) per accedir al nou maquinari i la màquina ofereix commutació de bancs de memòria, permetent que els cartutxos ROM poguessin ser assignats.
No obstant això, aquests canvis ho van fer incompatible amb la majoria del programari en codi màquina per a Spectrum, o sigui, gairebé tots els títols comercials; menys del 10% podrien ser implementats amb èxit. En un intent per remeiar aquesta situació, la majoria dels ordinadors van ser venuts amb un cartutx d'emulació de l'Spectrum. L'emulació era prou precisa per permetre l'aplicació de la immensa majoria dels programes produïts per al ZX Spectrum.
És notable observar que, encara que les millores del TS2068 han ocorregut en àrees subjectes a la crítica generalitzada en l'original (gràfics, so, ús de cartutxos i - en menor mesura, la manca de connectors de palanca de control), no s'han utilitzat com a base per al desenvolupament dels successors del ZX Spectrum. El ZX Spectrum+ (1984) només va millorar el teclat i fins i tot el ZX Spectrum 128 (anunciat al maig de 1985, però només alliberat al Regne Unit al febrer de 1986) ha mantingut les limitacions gràfiques de la màquina original. No obstant això, a diferència dels britànics, el TS2068 no tenia la càrrega del requisit de compatibilitat amb models anteriors.

## Diferències entre el TS2068, TC2068 i UK2086

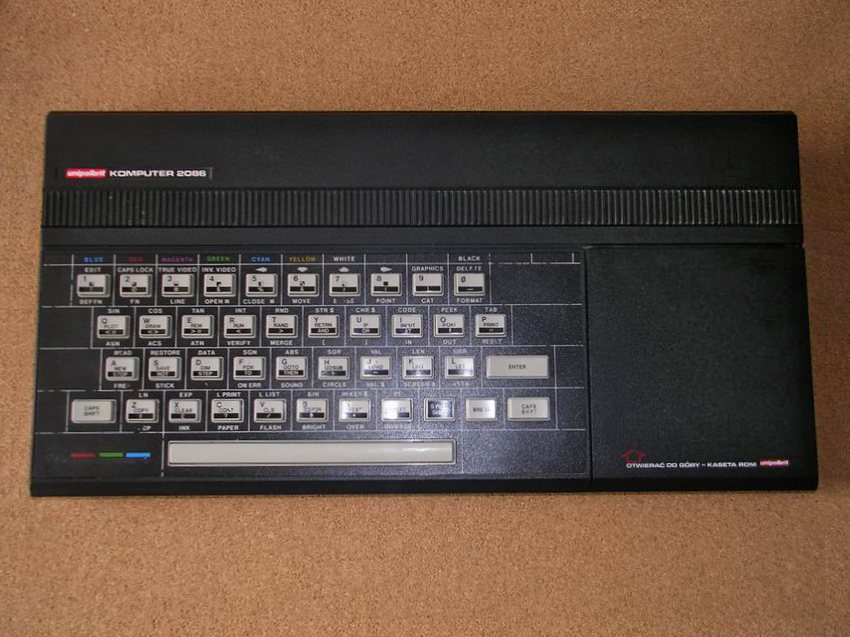
El Komputer 2086.

Com la Timex Corporation ha fet el TS2068 incompatible amb el ZX Spectrum, fins i tot a nivell de maquinari, Timex de Portugal va fer alguns canvis en el TC2068:
- substituir la memòria intermèdia de bus per resistències, com en el ZX Spectrum;
- va canviar el port d'expansió per convertir-se en ZX Spectrum compatible (i per tant no requereix l'ús de l'adaptador Zebra Twister);
- va canviar la ranura de cartutxos per acceptar grans cartutxos (els cartutxos de l'emulador ZX Spectrum i «TimeWord» no caben a la ranura de TS2068);
- en lloc de 15V, va utilitzar 9V.

Unipolbrit també va fer alguns canvis en el TC2068 per al seu Komputer 2086:
- ROM modificada;
- va canviar un port de palanca de control per un port paral·lel.

## Llista de programari
Timex ha llançat 42 cartutxos i cassets per augmentar les vendes del TS2068. El programari era variat, des de programari d'utilitat a programes de finances personals i de títols educatius a jocs.